# 恒定角速度
在光存储中，CAV（Constant angular velocity，中文解釋：恒定角速度、恒角速度、等角速度）是指光盘驱动器的额定转速限定符，并且还可以应用到可刻录光盘等的写入速度。一在在CAV模式下運作的光盘驱动器或是磁碟機其转速為一定值，和CLV（等線速度）模式恰好相反。

## 外部連結
- Zoned Bit Recording （页面存档备份，存于）